# オーヴァーレーシングプロジェクツ
株式会社オーヴァーレーシングプロジェクツ（英: Over Racing Projects Co.,Ltd.）は、自動二輪車・自動車用品・部品の開発、販売及びレーシングチームの運営をする日本の企業である。

## 概要
爽風会スズカレーシングやモリワキエンジニアリングでメカニックをしていた佐藤健正が、1982年（昭和57年）に創業、レーシングマシンを対象とした貸ガレージを開店した。翌1983年より排気管の製造販売を始め、1984年に鈴鹿8時間耐久オートバイレースに初出場。1985年の鈴鹿8時間耐久オートバイレースでは、オリジナル・フレームのOV-01を出場させ、コンストラクターとしての活動も開始した。レース活動を通じてカスタム・パーツの開発、ひいてはオリジナル・バイクづくりに領域を進化させ現在に至っている。豊富な経験・高い技術・多彩なノウハウを活かしてバイク文化の活性化を目指すとしている。
インドネシアに自社工場を置き、東南アジア市場向けに「OVERRacingASIA」を展開している。

### オーヴァーホールディングス
2012年（平成24年）に、株式会社オーヴァーレーシングプロジェクツを分社させ株式会社オーヴァーホールディングスを設立、株式会社オーヴァーホールディングスの会長に佐藤健正が、株式会社オーヴァーレーシングプロジェクツの社長に高橋篤史が就任した
。株式会社オーヴァーレーシングプロジェクツ、株式会社オーヴァージョイ及び株式会社モトジョイを束ねる持株会社としたが
、株式会社オーヴァージョイ及び株式会社モトジョイは、2018年（平成30年）10月に株式会社オーヴァーレーシングプロジェクツと合併し解散した。
実店舗moto-JOYで、絶版車と呼ばれるクラシック・バイクの、整備、レストア、絶版車用のパーツの開発並びに販売を行うと共に、レンタル819フランチャイズ店を運営する。
絶版車向け洋用品ブランド「OVERclassics」、ニューデリー（ヒンディー語: नई_दिल्ली）の川崎重工業の二輪販売現地法人インディア・カワサキ・モータース（英: India Kawasaki Motors）の販売代理店向けに、現地仕様の商品を販売していくブランド「OVERRacingINDIA」を展開する。

## 開発車両等
OV-01 - 1984年（昭和59年）。アルミ角フレームに本田技研工業のCBX750のエンジンを用いたTT-F1レーサー。
OV-03 - アルミハニカムフレームに本田技研工業のVF400のエンジンを用いたTT-F3レーサー。
OV-05 - 1984年（昭和59年）。アルミハニカムフレームにヤマハ発動機のSRX600のエンジンを用いたレーサー。
OV-06 - 1985年（昭和60年）。アルミ角フレームにヤマハ発動機のFZ750のエンジンを用いたTT-F1レーサー。
OV-06 - アルミツインスパーフレームにヤマハ発動機のFZ750のエンジンを用いたTT-F1レーサー。
OV-08 - 1988年（昭和63年）。アルミツインスパーフレームにヤマハ発動機のFZ750のエンジンを用いたTT-F1レーサー。
OV-09 - ヤマハ発動機のFZ750のエンジンを用いたTT-F1レーサー。
OV-10 - 1995年（平成7年）。楕円パイプで構成されたフレームにドゥカティ・メカニカのエンジンを用いた公道走行可能マシン。
OV-10A – 1995年（平成7年）。楕円パイプで構成されたフレームにドゥカティ・メカニカの900SSのエンジンを用いた公道走行可能マシン。
 OV-10  –BRIO 1989年（平成元年）。楕円パイプで構成されたフレームにドゥカティ・メカニカの900SSのエンジンを用いた公道走行可能マシン。
OV-11 - 1991年（平成3年）。楕円パイプで構成されたフレームにヤマハ発動機のSRX600のエンジンを用いたレーサー。
OV-11A - 1992年（平成4年）。楕円パイプで構成されたフレームにヤマハ発動機のSRX600のエンジンを用いたレーサー。
OV-12 – 1989年（平成元年）。ハーレーダビッドソンのエンジンを用いたマシン。
OV-13 - 1991年（平成3年）。ハーレーダビッドソンのエンジンを用いたマシン。
OV-15 - 楕円パイプで構成されたフレームにヤマハ発動機のTDM850のエンジンを用いたレーサー。
OV-15A - 1993年（平成5年）
。楕円パイプで構成されたフレームにヤマハ発動機のTDM850のエンジンを用いた公道走行可能マシン。
OV-16 - 1996年（平成8年）。アルミ楕円パイプで構成されたフレームにヤマハ発動機のXTZ660のエンジンを用い1996ヨーロッパ・サウンド・オブ・シングルズ（英: 1996 Europa SOUND of SINGLES）のスーパーモノ・クラスで総合優勝したレーサー。
OV-16A - ヤマハ発動機のXTZ660のエンジンを用いたレーサー。
OV-17 - 1994年（平成6年）。本田技研工業のXL250のエンジンを用いたマシン。1
OV-20 - 1997年（平成9年）。アルミ楕円パイプで構成されたフレームにヤマハ発動機のXTZ750のエンジンを用い1997ヨーロッパ・サウンド・オブ・シングルズのスーパーモノ・クラスで総合優勝したレーサー。
OV-22 - 2002年（平成14年）。
OV-23 - 2004年（平成16年）。
アルミ楕円パイプで構成されたフレームにヤマハ発動機のXV1700のエンジンを用いたXX-Formulaレーサー。
OV-23XV - 2005年（平成17年）。ヤマハ発動機のXV1800のエンジンを用いたXX-Formulaレーサー。
OV-26 - 2008年（平成20年）。本田技研工業のモンキー用のフレーム・キット。
OV-27 TT-R - 2007年（平成19年）
。ヤマハ発動機のTT-R125のエンジンを用いたMini-Moto Openクラス向けレース用スチールトラスフレーム・キット。
OV-27 Ape - 本田技研工業のエイプ100のエンジンを用いたMini-Moto Openクラス向けレース用フレーム・キット。
OV-28 - ホンダ・レーシングのNSF100のエンジンを用いたMini-Moto Openクラス向けレース用アルミトラスフレーム・キット。
OV-29 - 本田技研工業のモンキー用のフレーム・キット。
OV-29 KSR - 2013年（平成25年）。川崎重工業のKSR110のエンジンを用いたMini-Moto Openクラス向けレース用フレーム・キット。
OV-29 GROM - 本田技研工業のGROM用のフレーム・キット。
OV-30 - 2008年（平成20年）。本田技研工業のモンキー用のフレーム・キット。
OV-31 – 2009年（平成21年）。ヤマハ発動機のYZ250Fのエンジンを用いたMFJカップGP-MONOレース向けレース用フレーム。
OV-32 – 2009年（平成21年）。川崎重工業のゼファー1100のエンジンを用いたTaste of TsukubaのSUPER MONSTER Evolutionクラス向けのレース用フレーム。
OV-33 - 2009年（平成21年）。本田技研工業のモンキー用のフレーム・キット。
OV-34 - 2010年（平成22年）。本田技研工業のエイプ100用のフレーム・キット。
OV-35 - 2010年（平成22年）。ホンダ・レーシングのNSF100のエンジンを用いたMini-Moto Openクラス向けレース用アルミツインチューブフレーム・キット。
OV-36 - 2010年（平成22年）。本田技研工業のモンキー用のフレーム・キット。
OV-36A - 本田技研工業のモンキー用のフレーム・キット。
OV-37 - 2011年（平成23年）。本田技研工業のモンキー用のフレーム・キット。
OV-38 – 2015年（平成27年）。本田技研工業のモンキー用のフレーム・キット。
OV-40 - 2020年（令和2年）。川崎重工業の4気筒エンジンを用いたテイスト・オブ・ツクバのD.O.B.A.R. HERCULESクラス向けレーサー。
OV-41 - 2021年（令和3年）。スズキのINAZUMA1200のエンジンを用いたテイスト・オブ・ツクバのD.O.B.A.R. HERCULESクラス向けレーサー。
OV-43 - 2022年（令和4年）。川崎重工業のZX-10Rのエンジンを用いたレーサー。

## レース等参戦歴
1982年（昭和57年）
- VFR400最高速チャレンジ[21]

1983年（昭和58年）
- 鈴鹿4時間耐久オートバイレース（ヤマハ発動機のXJ400ZS）[59]

1984年（昭和59年）
- 鈴鹿8時間耐久オートバイレース（鈴木自動車工業のGSX750）[21]

1985年（昭和60年）
- 鈴鹿8時間耐久オートバイレース（OV-01）[21]

1986年（昭和61年）
- 全日本ロードレース選手権TT-F1クラス（OV-06）[21]

1987年（昭和62年）
- 全日本ロードレース選手権TT-F1クラス（OV-07）[21]

1988年（昭和63年）
- 全日本ロードレース選手権TT-F1クラス（OV-08）[59]

1989年（平成元年）
- 全日本ロードレース選手権TT-F1クラス（OV-09）[59]

1990年（平成2年）
- 米国FZ600プロダクションレース[59]

1991年（平成3年）
- 米国WERAモーターサイクルロードレーシングオープンクラス600 [59]
- オランダで開催されたS.O.S.インターナショナルレースで優勝（OV-11）[21][60]
- GRAND SLAM 4 ES-1クラスで優勝（OV-11）[61]

1992年（平成4年）
- 英国S.O.S.選手権（OV-11/OV-11A）[59]
- 米国DAYTONA B.O.T.T.（ヤマハ発動機のTDM850）[21]
- 鈴鹿8時間耐久ロードレース（OV-15）[59]

1993年（平成5年）
- 鈴鹿8時間耐久ロードレース（OV-15A）[21]

1994年（平成6年）
- 英国S.O.S.選手権[59]

1996年（平成8年）
- ユーロスーパーモノ選手権[21]

1997年（平成9年）
- NK-1鈴鹿（ヤマハ発動機のXJR1200）[59]

1998年（平成10年）
- NK-1鈴鹿（ヤマハ発動機のXJR1200）[59]
- 鈴鹿Ｘ-フォーミュラー（ヤマハ発動機のYZF1000サンダーエース）[59]

1999年（平成11年）
- エリア選手権（ヤマハ発動機のYZF-R1）
- 鈴鹿8時間耐久ロードレース（ヤマハ発動機のYZF-R1）[21]

2000年（平成12年）
- ドイツロードレース選手権SS600（ヤマハ発動機のYZF-R6）[59]
- 鈴鹿8時間耐久ロードレース（ヤマハ発動機のYZF-R1）[59]

2002年（平成14年）
- 全日本ロードレース選手権（ヤマハ発動機のYZF-R1）[59]
- 鈴鹿8時間耐久ロードレース（ヤマハ発動機のYZF-R1）[59]

2003年（平成15年）
- 全日本ロードレース選手権（ヤマハ発動機のYZF-R1）[59]
- 鈴鹿8時間耐久ロードレース（ヤマハ発動機のYZF-R1）[21]

2004年（平成16年）
- オランダの25e Ducati Clubrace 2004のSound of Thunderクラス（OV-23XV）[62]
- 鈴鹿8時間耐久ロードレース（OV-23XV）[59][63]
- エンフィールドクラシックレーサーモトルネ[59]

2005年（平成17年）
- 鈴鹿8時間耐久ロードレース[64]

2007年（平成19年）
- 全日本ロードレース選手権JSB1000クラス[65]
- 鈴鹿300km耐久ロードレース（ヤマハ発動機のYZF-R1）[65]
- 鈴鹿8時間耐久ロードレース（ヤマハ発動機のYZF-R1）[65]

2008年（平成20年）
- 2008“NANKAI”鈴鹿Mini-Moto4時間耐久ロードレース（OV-27）[66]

2012年（平成24年）
- 鈴鹿8時間耐久ロードレース（アプリリアのRSV4）[67][68]

## 脚註